# Новые Юрковичи (Брянская область)
Новые Юрковичи — село в Климовском районе Брянской области (Россия). Административный центр Новоюрковичского сельского поселения.

## География
Расположено вблизи стыка границ России, Белоруссии и Украины в 36 км к юго-западу от посёлка Климово, в 210 км к юго-западу от Брянска, в 70 км к юго-востоку от Гомеля; здесь действует режим пограничной зоны. У южной окраины села протекает река Жеведа, по которой проходит российско-украинская граница.

## Население
| 2010 | 2013 |
| ---- | ---- |
| 343  | ↗538 |

## История
Село Новые Юрковичи появляется в летописях, как уже построенное село, которое в 1684 году находилось в составе Речи Посполитой.
В 2013 году в 5 км к западу от села был открыт новый многосторонний автомобильный пункт пропуска «Новые Юрковичи».